# Robertus mediterraneus
Robertus mediterraneus là một loài nhện trong họ Theridiidae.
Loài này thuộc chi Robertus. Robertus mediterraneus được Kirill Yuryevich Eskov miêu tả năm 1987.